# 刘学良
刘学良（1950年7月—），男，山西高平人，中华人民共和国政治人物，曾任国有重点大型企业监事会主席，黑龙江省人民政府副省长、党组成员。